# 梨视频
梨视频是中国一家资讯类短视频网站。

## 历史
2016年7月，《东方早报》和“澎湃新闻”的主要负责人、原总编辑邱兵离职，带领澎湃创始团队及早期运营团队中的主要力量创办短视频网站梨视频；11月网站上线，内容以“时政突发类新闻”为主，取得了一定的社会影响力。
2017年2月4日，梨视频网站被北京多个部门以违反《互联网新闻信息服务管理规定》、《互联网视听节目服务管理规定》，擅自从事互联网新闻信息服务、互联网视听节目服务且情节严重为理由勒令全面整改。2月10日，邱兵通过梨视频的微信公众号宣布“梨视频升级为2.0版”，整改后的网站撤除了时政类的短视频分类，资讯内容也尽量避开时政话题，倾向于民生化和娱乐化。
梨视频在A轮融资中得到了“华人文化产业投资基金”、人民网、“腾讯产业共赢基金”、百度等投资。2020年4月初，又获得了新华网旗下基金战略入股。